# NGC 6636
NGC 6636 é uma galáxia espiral na direção da constelação de Draco. O objeto foi descoberto pelo astrônomo Lewis Swift em 1884, usando um telescópio refrator com abertura de 16 polegadas. Devido a sua moderada magnitude aparente (+13,5), é visível apenas com telescópios amadores ou com equipamentos superiores. 